# مطار تشانغده تاوهوايوان
مطار تشانغده تاوهوايوان (بالإنجليزية: Changde Taohuayuan Airport)‏ (إياتا: CGD، إيكاو: ZGCD) يقع في مدينة تشانغده في جمهورية الصين الشعبية. صنف مطار تشانغده تاوهوايوان في المرتبة الثامنة والثمانون في الصين من حيث عدد الركاب عام 2011 وفقًا لإدارة الطيران المدني في الصين، حيث تعامل مع 308,559 راكب، وبلغ إجمالي حركة الطائرات (القادمة والمغادرة) 60,399 طائرة وقد بلغت كمية البضائع المنقولة عبر المطار 160 طن.

## شركات الطيران والوجهات
| شركـات طيـران          | الوجهات                                                                                      |
| ---------------------- | -------------------------------------------------------------------------------------------- |
| خطوط شرق الصين الجوية  | مطار جينغديو الجديد، مطار هانغتشو شياوشان الدولي                                             |
| طيران الصين اكسبرس     | مطار تشونغتشينغ جيانغبى الدولي، مطار ونزهو يونجقيانج الدولي                                  |
| خطوط جنوب الصين الجوية | مطار قوانغتشو باييون الدولي، مطار جييانغ شاوشان، مطار شينزين باوان الدولي، مطار تشوهاى سانزو |
| سبرينغ (شركة طيران)    | مطار كونمينغ جانغشوي الدولي، مطار شانغهاي هونغكياو الدولي، مطار شانغهاي بودنغ الدولي         |
| خطوط تيانجين الجوية    | مطار هايكو ميلان الدولي، مطار شيان شيانيانغ الدولي                                           |